# NGC 3593
NGC 3593は、しし座の方角にあるレンズ状銀河である。しばしば、しし座の三つ子銀河に含められることがある。スターバースト銀河でもあり、高い割合で星形成を行っており、銀河の中心核周辺のガス一帯で行われている。単一の腕を持ち、中心から外に向かって渦巻を描いている。